# عيقره العلياء (الظهار)

تعديل مصدري - تعديل

عيقره العلياء هي إحدى قرى عزلة انامر بمديرية الظهار التابعة لمحافظة إب، بلغ تعداد سكانها 1661 نسمة حسب تعداد اليمن لعام 2004.